# Littlest Pet Shop (serial animowany)
Littlest Pet Shop (2012–2016) – kanadyjsko-amerykański serial animowany stworzony przez Tima Cahilla i Julie McNally-Cahill, twórców serialu Mój partner z sali gimnastycznej jest małpą oraz wyreżyserowany przez Dallasa Parkera i Joela Dickiego. Wyprodukowany przez amerykańskie studio Hasbro Studios oraz kanadyjskie studio Studio B Productions, który pracował wraz ze studiem Studio B Productions przed serialami Marta mówi i Johnny Test. Serial powstał na podstawie zabawek firmy Hasbro – Littlest Pet Shop.
Światowa premiera serialu miała miejsce 10 listopada 2012 roku na antenie The Hub. W Polsce premiera serialu odbyła się 1 czerwca 2013 roku na kanale TeleTOON+ oraz na kanale MiniMini+ 22 czerwca tego samego roku.

## Fabuła
Serial opowiada o przygodach dziewczynki zwanej Blythe Baxter, która przeprowadza się do mieszkania ze swoim tatą, który jest pilotem samolotu. Ojciec Blythe dużo podróżuje zostawiając córkę samą w domu. Pewnego dnia Blythe w pobliżu swojego domu odkrywa wyjątkowy sklep zoologiczny i ku zaskoczeniu stwierdza, że rozumie mowę zwierząt. Dzięki bujnej wyobraźni Blythe spędza czas na zabawach ze zwierzątkami, które są jej jedynymi przyjaciółmi.

## Bohaterowie

### Ludzie
- Blythe Baxter – główna bohaterka, posiadająca niezwykły dar porozumiewania się ze zwierzętami. Jest nastoletnią dziewczyną, która projektuje piękne ubrania i potrafi doradzić jak nikt inny. Mieszka nad sklepem Littlest Pet Shop oraz pracuje w tym sklepie.
- Pani Anna Twombly – właścicielka Littlest Pet Shop i przyjaciółka Blythe, której pomaga przy pracy w sklepie. Lubi też kolekcjonować gałki.
- Roger Baxter – ojciec Blythe, który pracuje jako pilot. Podobnie jak jego córka ma ciemnobrązowe włosy i niebieskie oczy. Jest zabawny, przyjaźnie nastawiony do życia i nieco-niezdarny.
- Whittany i Brittany Biskit – bliźniaczki, które są rywalkami Blythe. Są do siebie podobne, obie mają czerwone oczy. Whitanny ma czarne włosy, a Brittany białe. Są aroganckie, samolubne i snobskie. Są córkami właściciela "Largest Ever Pet Shop".
- Youngmee Song – przyjaciółka Blythe. Pracuje w sklepie swojej ciotki. Ma czarne włosy związane w koki.
- Sue Paterson – Jedna z przyjaciół Blythe. Ma rude włosy. Jest dobra w sporcie. W jednym z odcinków naśladuje Blythe.
- Jasper Jones – Przyjaciel Blythe. Ma poczucie humoru. Lubi gry video.

### Zwierzęta
- Zoe Trent – suczka rasy Cavalier King Charles Spaniel. Ma niebieskie oczy, fioletową sierść z charakterystyczną grzywką. Nosi też czarny beret. Uwielbia śpiewać.
- Russel Ferguson – jeż płci męskiej. Ma zielono-żółte oczy i pomarańczową sierść i kolce. Jest niezwykle mądry i poważny. Boi się pianek.
- Pepper Clark – skunks płci żeńskiej z szaro-białą sierścią i różowymi oczami. Uwielbia robić kawały i opowiadać dowcipy. Zawsze stara się być śmieszna i zabawna.
- Sunil Nevla – mangusta płci męskiej. Ma złote oczy i niebieską sierść w paski. Jest utalentowanym magikiem i często ćwiczy swoje sztuczki. Jak każda mangusta nienawidzi kobr.
- Penny Ling – granatowo-biała panda z szarymi oczami. Ma talent do gimnastyki z wstążką. Jest bardzo miła i niezwykle wrażliwa.
- Vinnie Terrio – gekon z zielonymi łuskami i fryzurą oraz z fioletowymi oczami. Ma talent do różnych rodzajów tańca.
- Minka Mark – małpka czepiak z różową sierścią i różanymi włosami spiętymi w kitki i niebieskimi oczami. Jest pełna energii i elastyczna. Uwielbia tworzyć sztukę. Ma klaustrofobię.
- Buttercream Sundae – Królik, zwierzątko Youngmee Song i jej cioci. Mówi rymami. Nadaje wszystkim długie i dziwne przezwiska. Ma żółtą sierść i zielone oczka, nosi różową kokardę, która przypomina cukierek.
- Sugar Sprinkles – Maine Coon. Jej siedziba to cukrowe auto, a ona sama, również jest cukrowym zwierzakiem.
- Madame Pom – suczka rasy pomeranian. W młodości uczestniczyła z Zoe w konkursie. Jest bardzo puszysta, ma kolor beżowy. Ma również kolorowe wzory na szyi.
- Merry Francis – świnia hodowlana. Nosi różową kokardę, ponieważ jego właściciele chcieli samicę, lecz się nie udało. O tym, że jest to samiec, świadczy jego zarost.
- Prince(ss) Stori – Maltańczyk. Ma trzy kitki które przywiązane są kokardą. Jego właścicielka – podobnie jak w przypadku Merry Francisa – uważała go za samiczkę.
- Old Bananas – orangutan, jego idolka to Pepper Clark.
- Digby – sznaucer, Zoe była w nim zakochana, lecz wysłała Penny Ling na "wywiad". Mówi po francusku.
- Shea Butter – Yorkshire terrier. Brała udział w pokazie mody w odc. "Teriery i tiary".
- Sam U.L – Terier szkocki. Wystąpił w odc. "Teriery i tiary"
- Gail Trent – Młodsza siostra Zoe. Jest ciemnoróżowa i nosi złotą obrożę z serduszkiem.
- Tootsie – Został pomylony z Gail przez Zoe. Również rasy Cavalier King Charles Spaniel.
- Shivers – Wiewiórka znaleziona przez Blythe w kontenerze. Znalazła go, gdy szukała Vinniego. Lubi kolekcjonować różne rzeczy innym bez pytania.

## Wersja polska
Opracowanie i udźwiękowienie wersji polskiej:
- na zlecenie teleTOON+ – Studio Sonica (odc. 1-26),
- SDI Media Polska (odc. 27-104)

Reżyseria:
- Miriam Aleksandrowicz (odc. 1-26),
- Joanna Węgrzynowska-Cybińska (odc. 27-104)

Dialogi polskie:
- Joanna Kuryłko (odc. 1-26),
- Anna Izdebska (odc. 27-104)

Tłumaczenie: Urszula Szafrańska (odc. 1-26)

Dźwięk:
- Maciej Sapiński (odc, 1-8, 23-26),
- Maciej Brzeziński (odc. 1-26),
- Agnieszka Stankowska (odc. 9-22),
- Łukasz Fober (odc. 27-104)

Montaż:
- Maciej Sapiński (odc, 1-8, 23-26),
- Maciej Brzeziński (odc. 1-26),
- Agnieszka Stankowska (odc. 9-22),
- Magdalena Waliszewska (odc. 53-67)

Kierownictwo muzyczne: Juliusz Kamil (odc. 27-104)

Teksty piosenek:
- Marek Krejzler (odc. 1-26),
- Renata Wojnarowska (odc. 27-78),
- Piotr Lenarczyk (odc. 79-104)

Organizacja produkcji:
- Agnieszka Kudelska (odc. 1-26),
- Beata Jankowska (odc. 33-52, 68-104)

Koordynator projektu: Ewa Krawczyk (odc. 33-104)

Wystąpili:
- Weronika Łukaszewska – Blythe Baxter
- Karolina Muszalak-Buława –
  - Zoe Trent,
  - młoda Zoe (odc. 76)
- Lidia Sadowa –
  - Pepper Clark,
  - "mała" Pepper (odc. 57),
  - młoda Pepper (odc. 76)
- Bartłomiej Magdziarz –
  - Russell Ferguson,
  - jeż (odc. 32),
  - młody Russell (odc. 76)
- Paweł Ciołkosz –
  - Sunil Nevla,
  - kolega Josha (odc. 8),
  - Shahrukh (odc. 13),
  - mangusta (odc. 32),
  - młody Sunil (odc. 76)
- Olga Borys –
  - Minka Mark,
  - Vi Tannabruzzo (odc. 5),
  - Judi Jo Jameson (odc. 21),
  - małpa (odc. 32),
  - młoda Minka (odc. 76)
- Zbigniew Kozłowski –
  - Vinnie Terrio,
  - gekon (odc. 32),
  - młody Vinnie (odc. 76)
- Julia Kołakowska-Bytner –
  - Penny Ling,
  - panda (odc. 32)
- Aleksandra Domańska –
  - Brittany i Whittany Biskit,
  - Britman i Whitman Biskit (odc. 32)
- Iwona Rulewicz –
  - Anna Twombly,
  - Henrietta Twombly (odc. 32)
- Anna Sztejner –
  - kobieta z długą czapką (odc. 28),
  - Sweatcheaks (odc. 31),
  - Buttercream Sunday (odc. 32, 42, 50, 65, 67, 71, 97),
  - kujon (odc. 33),
  - kobieta z reklamy Kancelarii Iguana (odc. 34),
  - sekretarka (odc. 36),
  - motocyklistka (odc. 38),
  - publiczność (odc. 58),
  - problemowe zwierzaki (odc. 58),
  - zwierzak 2 (odc. 58),
  - Tess (odc. 59),
  - uczniowie (odc. 60),
  - goście (odc. 63),
  - kobieta 1 (odc. 63),
  - ludzie (odc. 63),
  - producent (odc. 65),
  - skunksica
- Agnieszka Kunikowska – Finola, właścicielka Sweatcheaks (odc. 31)
- Bożena Furczyk –
  - Ginny Hues (prowadząca programu porannego) (odc. 28),
  - Sophie (odc. 73),
  - tłum (odc. 73-75, 77-78),
  - ślimak (odc. 74),
  - Heidi (odc. 77-78),
  - zwierzaki z bródką "Soul Patch" (odc. 78)
- Grzegorz Kwiecień –
  - szop (odc. 30),
  - Riley Robinson, prowadzący program Poszukiwacze skarbów (odc. 32)
- Karol Jankiewicz –
  - Jasper Jones (odc. 33, 37-38, 41-42, 45, 50-52, 61, 63, 72-73, 78),
  - chłopak (odc. 63),
  - goście (odc. 63),
  - ludzie (odc. 63),
  - misie (odc. 65),
  - rowerzysta (odc. 71),
  - tłum (odc. 73-75, 77-78),
  - zwierzaki z bródką "Soul Patch" (odc. 78)

W pozostałych rolach:
- Wojciech Chorąży –
  - Roger Baxter,
  - Goryl (odc. 59),
  - goryle (odc. 59)
- Jan Aleksandrowicz-Krasko –
  - wściekły sprzedawca (odc. 1),
  - mężczyzna (odc. 2),
  - Payne (odc. 3),
  - Monban (odc. 4),
  - lokaj (odc. 5),
  - Pan Banks (odc. 7),
  - Juror #3 (odc. 12),
  - spiker (odc. 12),
  - reżyser (odc. 13),
  - Ken Kankatka (odc. 17),
  - Pete (odc. 19),
  - Princess Stori (odc. 21),
  - prezenter (odc. 22),
  - astronauta (odc. 22),
  - narrator (odc. 23),
  - tajny agent 1 (odc. 23),
  - doradca szkolny (odc. 26)
- Tomasz Grochoczyński –
  - Dziadek (odc. 2),
  - Fisher Biskit (odc. 2),
  - łysy pan (odc. 2, 4),
  - Tootsie (odc. 4),
  - Bludog (odc. 5),
  - Mary Frances (odc. 7)
- Joanna Pach-Żbikowska –
  - Christie (odc. 1, 14, 16, 25, 42),
  - Znakomita prezenterka (odc. 3),
  - nauczycielka wuefu (odc. 4, 7),
  - prezenterka (odc. 5, 7),
  - Vi Tannabruzzo (odc. 8),
  - Madame Pom (odc. 10, 40),
  - Karina 2 (odc. 12),
  - stylistka (odc. 13),
  - Cindeanna Mellon (odc. 21),
  - ciężarna kobieta (odc. 25),
  - doradca szkolny (odc. 26),
  - publiczność (odc. 58),
  - problemowe zwierzaki (odc. 58),
  - Velvet (odc. 60),
  - uczniowie (odc. 60),
  - gwary (odc. 1-3, 6-8, 11-13, 15-18, 20-23, 25-26)
- Piotr Skodowski –
  - kierowca (odc. 1),
  - żółw (odc. 10),
  - Sherman (odc. 11),
  - Juror #2 (odc. 12),
  - traper (odc. 13),
  - Earl (odc. 14),
  - Gigby (odc. 15),
  - gwary (odc. 1-3, 6-8, 11-13, 15-18, 20-23, 26)
- Rafał Fudalej –
  - Tygrys (odc. 4),
  - Josh Sharp (odc. 8, 17),
  - Wąż (odc. 10),
  - atleta z przeciwnej drużyny (odc. 11),
  - L-Zard (odc. 12),
  - chłopiec (odc. 15),
  - kurier (odc. 15),
  - szczur 1 (odc. 19),
  - Lyedecker (odc. 21),
  - Fred (odc. 22),
  - wiewiórka przewodnik (odc. 25),
  - gwary (odc. 1-3, 6-8, 11-13, 15-18, 20-23, 26)
- Michał Głowacki –
  - Jasper Jones (odc. 2, 5-7, 14, 17-18, 20, 26),
  - Przewodnik (odc. 13),
  - Igor 1 (odc. 13),
  - staruszek (odc. 14),
  - chłopak (odc. 18, 20),
  - szczur 2 (odc. 19),
  - gwary (odc. 1-3, 6-8, 11-13, 15-18, 20-23, 26)
- Anna Maria Buczek – Sue Patterson (odc. 2, 5-8, 14, 17-18, 20, 26)
- Anna Rusiecka – Youngmee Song
- Dorota Furtak-Masica –
  - Clarissa (odc. 3),
  - kobieta (odc. 4),
  - Vi Tannabruzzo (odc. 5),
  - dziewczyna w słuchawkach (odc. 8),
  - prowadząca (odc. 10),
  - kierowniczka planu (odc. 12),
  - kobieta (odc. 13),
  - dziewczynka (odc. 13),
  - asystentka (odc. 13),
  - znudzona dziewczyna (odc. 14),
  - dziewczyna 2 (odc. 20),
  - Tanya Twitchel (odc. 21),
  - wiewiórka levender (odc. 25),
  - Madison (odc. 26-27, 54, 73, 78)
- Mieczysław Morański –
  - Dozorca w szkole Blythe (odc. 7),
  - Pan Sawdust (odc. 15),
  - nauczyciel (odc. 17),
  - Pan Barish (odc. 20),
  - Sam U.L. (odc. 21),
  - Reporter (odc. 22),
  - lokaj (odc. 23),
  - tata Sunila (odc. 24)
- Jarosław Boberek – Esteban Banderas (odc. 8)
- Jagoda Stach –
  - czytelniczka (odc. 9),
  - Karina 1 (odc. 12),
  - asystentka (odc. 13),
  - chuda kobieta (odc. 14),
  - dziewczyna (odc. 15, 18),
  - nastolatka (odc. 18),
  - Mama (odc. 19),
  - dziewczyna 1 (odc. 20),
  - Philippa (odc. 21),
  - wiewiórka (odc. 25),
  - gwary (odc. 11-13, 15-18, 20-23, 25)
- Piotr Chomik –
  - ekspedient (odc. 10),
  - facet (odc. 11),
  - Igor 2 (odc. 12),
  - mężczyzna (odc. 13),
  - kłujący szczur (odc. 15),
  - maskotka (odc. 15),
  - policjant (odc. 16)
- Agnieszka Kudelska –
  - Scout (odc. 11),
  - Boarded Lady (odc. 12),
  - Jane (odc. 14),
  - Sugar (odc. 16),
  - Olive (odc. 17)
- Anna Apostolakis –
  - Pani Mondt (odc. 11, 20),
  - Jurorka #1 (odc. 12),
  - Judi Jo (odc. 21),
  - mama Sunila (odc. 24)
- Zbigniew Konopka – ochroniarz (odc. 13, 18, 23, 35)
- Małgorzata Szymańska –
  - Buttercream Sunday (odc. 14, 16, 18, 20, 24),
  - Shea Butter (odc. 21),
  - Alice (odc. 64)
- Stanisław Biczysko –
  - Dyrektor szkoły (odc. 15, 45, 50),
  - Ciasto (odc. 20),
  - Fisher Biskit (odc. 20, 23, 30, 44, 47),
  - Old Bananas (odc. 22)
- Joanna Kwiatkowska-Zduń – Amster (odc. 20)
- Maciej Falana – Shivers (odc. 25)
- Beata Wyrąbkiewicz –
  - McKinna (odc. 27),
  - głos ze smartfona (odc. 70),
  - ciocia Mo (odc. 72)
- Joanna Węgrzynowska-Cybińska –
  - nauczycielka krawiectwa (odc. 27),
  - prowadząca programu kulinarnego (odc. 28),
  - Hubble (odc. 28),
  - ciocia Christie (odc. 32, 41, 65, 67),
  - Cairo (odc. 36, 55),
  - Sally (odc. 57),
  - Jebbie (odc. 58),
  - trzęsący się kot (odc. 58),
  - żółw (odc. 58),
  - Sunshine (odc. 59),
  - mama Alice (odc. 64),
  - panna Amster (odc. 65),
  - ryba (odc. 67),
  - damski głos,
  - szynszyla
- Cezary Kwieciński –
  - pan Bromidic (nauczyciel historii mody) (odc. 27),
  - pracownik parku #1 (odc. 30),
  - Joey Featherton (odc. 30),
  - Ling-Pen (odc. 43),
  - Harold (odc. 76),
  - monter szkła (odc. 77)
- Grzegorz Żórawski –
  - strażnik (odc. 27),
  - pracownik parku #2 (odc. 30),
  - klaun (odc. 40)
- Grzegorz Drojewski – Ollie (odc. 29)
- Bartosz Martyna –
  - potwór w kratkę (odc. 27),
  - kobra Steve (odc. 30),
  - członek ekipy produkcyjnej (odc. 32)
- Jakub Szydłowski –
  - Morgan (facet przebrany za iguanę Bruce’a) (odc. 34),
  - golfista (odc. 38),
  - robot Monban (odc. 41),
  - François, lokaj (odc. 45, 52)
- Krzysztof Cybiński –
  - mumia (odc. 32),
  - Desi (odc. 34),
  - Otto von Fuzzlebutt (odc. 53),
  - pasażerowie autobusu (odc. 53),
  - tłum (odc. 53),
  - głowa kosmity #1 (odc. 54),
  - kosmici (odc. 54),
  - zwierzęta na łące (odc. 54),
  - listonosz (odc. 56),
  - Twist (odc. 57),
  - napis (odc. 57),
  - pancernik (odc. 58),
  - publiczność (odc. 58),
  - problemowe zwierzaki (odc. 58),
  - uczniowie (odc. 60),
  - prezenter,
  - prosiak
- Grzegorz Pierczyński –
  - François, lokaj (odc. 33),
  - Triceratops (odc. 35),
  - Welocyraptor (odc. 35),
  - Monban (odc. 41, 53, 57),
  - pasażerowie autobusu (odc. 53),
  - klient (odc. 53),
  - tłum (odc. 53),
  - głowa kosmity #2 (odc. 54),
  - kosmici (odc. 54),
  - przechodzień (odc. 54),
  - zwierzęta na łące (odc. 54),
  - Tangier (odc. 55),
  - sędzia
- Krzysztof Bartłomiejczyk –
  - główny sędzia (odc. 34),
  - kucharz (odc. 37),
  - policjant (odc. 41),
  - robotnik,
  - ptak,
  - sędzia 2
- Klaudiusz Kaufmann –
  - Ramon (odc. 34, 46),
  - pies policjanta (odc. 41)
- Krzysztof Plewako-Szczerbiński –
  - Wiggles McSunbask (odc. 36),
  - Woolley (odc. 36),
  - Littlest Pat (odc. 38)
- Paulina Sacharczuk-Kajper –
  - Mona Autumn (odc. 36, 51-52, 55),
  - ptaszek,
  - wiewiórka
- Justyna Bojczuk –
  - Sue Patterson (odc. 37-38, 45, 52),
  - Madison (odc. 61),
  - goście (odc. 63),
  - kobieta 1 (odc. 63),
  - ludzie (odc. 63),
  - uczniowie (odc. 65)
- Agata Góral – Emma (odc. 40, 46, 51-52)
- Karol Wróblewski –
  - głos prowadzącego wystawy psów (odc. 40),
  - kapitan Cuddles (odc. 42)
- Paulina Raczyło – Sugar Sprinkles (odc. 41, 56)
- Kamil Pruban – Bob Flemingheimer (odc. 50)
- Paulina Korthals – Delilah (odc. 51-52)
- Paweł Podgórski –
  - pasażerowie autobusu (odc. 53),
  - mężczyzna (odc. 53),
  - tłum (odc. 53),
  - kosmita (odc. 54),
  - kosmici (odc. 54),
  - zwierzęta na łące (odc. 54),
  - Oliver (odc. 55),
  - pies desperat (odc. 58),
  - dyrektor (odc. 60),
  - Sideburns (odc. 61),
  - Wielki Al (odc. 62),
  - goście (odc. 63),
  - ludzie (odc. 63),
  - uczniowie (odc. 65),
  - monter (odc. 67)
- Brygida Turowska –
  - pasażerowie autobusu (odc. 53),
  - tłum (odc. 53),
  - głowa kosmity #3 (odc. 54),
  - zwierzęta na łące (odc. 54),
  - Parker (odc. 66)
- Miłogost Reczek – Fisher Biskitt (odc. 53-54, 66, 73)
- Agnieszka Fajlhauer –
  - pasażerowie autobusu (odc. 53),
  - tłum (odc. 53),
  - zwierzęta na łące (odc. 54),
  - Clover (odc. 55),
  - Baa-Baa-Lou (odc. 56),
  - publiczność (odc. 58),
  - problemowe zwierzaki (odc. 58),
  - zwierzak 1 (odc. 58),
  - żona (odc. 59),
  - Cashmere (odc. 60),
  - pani Mondt (odc. 60)
- Monika Pikuła – Phoebe (odc. 55)
- Karol Osentowski –
  - Josh Sharp (odc. 56, 62, 68),
  - McHat (odc. 65),
  - zwierzak (odc. 68)
- Wojtek Paszkowski –
  - François, lokaj (odc. 57, 60, 63, 66),
  - narrator (odc. 57),
  - mąż (odc. 59),
  - Sherman (odc. 60),
  - LaMasque (odc. 65)
- Marek Robaczewski –
  - Dodger (odc. 57),
  - profesor Shuperman (odc. 71),
  - pan Dale (odc. 73),
  - dyrektor Morris (odc. 75),
  - pracownik parku (odc. 77-78),
  - pastor (odc. 77)
- Janusz Wituch –
  - miś #1 (odc. 59),
  - Cloyfield (odc. 61),
  - Whiskers (odc. 61),
  - goście (odc. 63),
  - ludzie (odc. 63),
  - misie (odc. 65),
  - producent (odc. 65),
  - uczniowie (odc. 65)
- Aleksandra Karpiuk –
  - Sue Patterson (odc. 61, 70, 72, 75),
  - dziewczyna (odc. 62),
  - goście (odc. 63),
  - uczniowie (odc. 65)
- Jacek Król – Goldy (odc. 62)
- Mateusz Narloch –
  - Jason #1 (odc. 63, 77-78),
  - tłum (odc. 73-75, 77-78),
  - zwierzaki z bródką "Soul Patch" (odc. 78),
  - Weasel Whiskers (odc. 97)
- Anna Gajewska – Dolores (odc. 64)
- Łukasz Węgrzynowski –
  - prezenter (odc. 68),
  - Weber (odc. 68),
  - kierowca autobusu (odc. 71),
  - jurorzy (odc. 71),
  - ludzie (odc. 71),
  - robotyczny głos (odc. 71),
  - koza (odc. 72)
- Klaudia Kuchtyk –
  - Meow-Meow (odc. 69),
  - Kora (odc. 70, 78),
  - jurorzy (odc. 71),
  - ludzie (odc. 71),
  - lama (odc. 72),
  - owca (odc. 72),
  - tłum (odc. 73-75, 77-78),
  - spikerka (odc. 74),
  - Mitzi (odc. 75)
  - nietoperz obozowicz (odc. 76),
  - zwierzaki z bródką "Soul Patch" (odc. 78)
- Jakub Wocial –
  - Cheep-Cheep (odc. 71),
  - budowniczy (odc. 71-72),
  - jurorzy (odc. 71),
  - ludzie (odc. 71),
  - sprzedawca jabłek (odc. 72),
  - Bazyl (odc. 74)
- Artur Kaczmarski – 
  - profesor #1 (odc. 71),
  - Larry (odc. 82)
- Robert Jarociński – Bernard (odc. 77-78)
- Izabela Markiewicz – Lola Falanagaga (odc. 86)
- Przemysław Stippa – Dick Von Pat (odc. 86)
- Anna Wodzyńska – Fluffy Lightning (odc. 97)

i inni
Śpiewali:
- Aleksandra Bieńkowska (czołówka – seria I, odc. 1-2, 6, 13, 16, 19, 22, 25-26),
- Katarzyna Owczarz (czołówka – seria I, odc. 1-2, 6, 13, 17, 19, 22, 25-26),
- Adam Krylik (czołówka – seria I, odc. 1-2, 6, 14),
- Jacek Kotlarski (odc. 1, 9-10, 12-14, 19, 22, 24, 26),
- Bartłomiej Magdziarz (odc. 9, 14, 26, 37-38, 40, 48, 67, 76),
- Zbigniew Kozłowski (odc. 9, 14, 34, 37-38, 49, 53, 67),
- Paweł Ciołkosz (odc. 9, 14, 26, 37-38, 40, 48, 53, 67),
- Iwona Rulewicz (odc. 10),
- Jorgos Skolias (odc. 13),
- Małgorzata Szymańska (odc. 14),
- Julia Kołakowska-Bytner (odc. 14, 26, 35, 37-38, 40, 48, 67),
- Agnieszka Kudelska (odc. 14),
- Mieczysław Morański (odc. 15),
- Wojciech Chorąży (odc. 17),
- Weronika Łukaszewska (czołówka – serie II-IV, odc. 27),
- Patrycja Kotlarska (czołówka – serie II-IV),
- Katarzyna Łaska (czołówka – serie II-IV, odc. 37, 40, 46),
- Aleksandra Domańska (odc. 33),
- Grzegorz Pierczyński (odc. 33),
- Karolina Muszalak (odc. 35, 37-38, 40, 67, 76),
- Olga Borys (odc. 35, 38, 48, 67),
- Beata Wyrąbkiewicz (odc. 37, 45, 40, 48, 73),
- Lidia Sadowa (odc. 38, 48, 67),
- Juliusz Kamil (odc. 42-43, 46, 48, 74),
- Grzegorz Wilk (odc. 43),
- Cezary Kwieciński (odc. 43),
- Anna Sochacka (odc. 45),
- Tomasz Steciuk (odc. 46, 48),
- Paulina Raczyło (odc. 56),
- Jakub Szydłowski (odc. 73),
- Joanna Węgrzynowska-Cybińska (odc. 73),
- Łukasz Węgrzynowski,
- Olga Szomańska

i inni
Lektor:
- Jan Aleksandrowicz-Krasko (odc. 1-26),
- Artur Kaczmarski (tytuły odcinków, odc. 27-78, tyłówka w odc. 33-52, 68-86),
- Paweł Bukrewicz (tyłówka w odc. 27-32, 53-67),
- Łukasz Węgrzynowski (napisy ekranowe w odc. 68)

### Odcinki krótkometrażowe
Wersja polska: SDI Media Polska

Reżyseria: Joanna Węgrzynowska-Cybińska

Dialogi: Anna Izdebska

Teksty piosenek: Elżbieta Pruśniewska

Kierownictwo muzyczne: Juliusz Kamil

Koordynacja produkcji: Ewa Krawczyk

Wystąpili:
- Weronika Łukaszewska – Blythe Baxter
- Joanna Węgrzynowska-Cybińska –
  - Chłopiec,
  - Małpka,
  - Mama,
  - Pies
- Artur Kaczmarski –
  - Francuski kelner,
  - Rybak
- Juliusz Kamil –
  - Ja-Szczur,
  - Ślimak
- Bartosz Martyna – Kobra
- Olga Borys – Minka Mark
- Iwona Rulewicz – pani Twombly
- Julia Kołakowska-Bytner – Penny Ling
- Lidia Sadowa – Pepper Clark
- Bartłomiej Magdziarz – Russell Ferguson
- Paweł Ciołkosz – Sunil Nevla
- Zbigniew Kozłowski – Vinnie Terrio
- Karolina Muszalak-Buława – Zoe Trent

Wykonanie piosenek:
- Paulina Korthals
- Katarzyna Owczarz
- Juliusz Kamil
- Patrycja Kotlarska
- Beata Wyrąbkiewicz
- Weronika Łukaszewska
- Katarzyna Łaska
- Bartłomiej Magdziarz
- Paweł Ciołkosz
- Zbigniew Kozłowski

## Spis odcinków
Premiera pierwszego sezonu odbyła się 10 listopada 2012 roku w Stanach Zjednoczonych, a w Polsce 1 czerwca 2013. Premiera drugiego sezonu odbyła się 2 listopada 2013 roku w Stanach Zjednoczonych, a w Polsce 16 czerwca 2014 roku. Premiera trzeciego sezonu w Stanach Zjednoczonych odbyła się 31 maja 2014 roku, a w Polsce 8 maja 2015 roku. Premiera czwartego sezonu odbyła się w Stanach Zjednoczonych 7 listopada 2015 roku. Dodatkowo, wyemitowano także dziesięć odcinków krótkometrażowych, które swoją premierę w Stanach Zjednoczonych miały 30 maja 2014 roku.

### Sezony
| Sezon        | Odcinki | Premiera USA      | Premiera PL     | Finał USA        | Finał PL         |
| ------------ | ------- | ----------------- | --------------- | ---------------- | ---------------- |
| 1            | 26      | 10 listopada 2012 | 1 czerwca 2013  | 27 kwietnia 2013 | 21 lipca 2013    |
| 2            | 26      | 2 listopada 2013  | 16 czerwca 2014 | 12 kwietnia 2014 | 30 czerwca 2014  |
| 3            | 26      | 31 maja 2014      | 8 maja 2015     | 7 marca 2015     | 5 czerwca 2015   |
| 4            | 26      | 7 listopada 2015  | 5 września 2016 | 4 czerwca 2016   | 30 września 2016 |
| Odc. krmetr. | 15      | 30 maja 2014      | brak danych     | 5 listopada 2015 | brak danych      |

### Spis odcinków
| Premiera odcinka           | Premiera odcinka | N/o | Polski tytuł                                    | Angielski tytuł                               |
| -------------------------- | ---------------- | --- | ----------------------------------------------- | --------------------------------------------- |
|                            |                  |     |                                                 |                                               |
| SERIA PIERWSZA (2012−2013) |                  |     |                                                 |                                               |
|                            |                  |     |                                                 |                                               |
| 10.11.2012                 | 01.06.2013       | 01  | Wielka przygoda Blythe                          | Blythe’s Big Adventure                        |
| 10.11.2012                 | 01.06.2013       | 02  | Wielka przygoda Blythe                          | Blythe’s Big Adventure                        |
|                            |                  |     |                                                 |                                               |
| 17.11.2012                 | 01.06.2013       | 03  | Pechowy dzień                                   | Bad Hair Day                                  |
|                            |                  |     |                                                 |                                               |
| 24.11.2012                 | 01.06.2013       | 04  | Uwolnić Gail                                    | Gailbreak!                                    |
|                            |                  |     |                                                 |                                               |
| 01.12.2012                 | 21.06.2013       | 05  | Powiedz, z czego się śmiejesz                   | Penny For Your Laughs                         |
|                            |                  |     |                                                 |                                               |
| 08.12.2012                 | 22.06.2013       | 06  | Ze złością ci nie do twarzy                     | Mean Isn’t Your Color                         |
|                            |                  |     |                                                 |                                               |
| 15.12.2012                 | 23.06.2013       | 07  | Russel się bawi                                 | Russell Up Some Fun                           |
|                            |                  |     |                                                 |                                               |
| 22.12.2012                 | 24.06.2013       | 08  | Zadurzona Blythe                                | Blythe’s Crush                                |
|                            |                  |     |                                                 |                                               |
| 29.12.2012                 | 25.06.2013       | 09  | Wredna winda                                    | Dumb Dumbwaiter                               |
|                            |                  |     |                                                 |                                               |
| 05.01.2013                 | 26.06.2013       | 10  | Oko zniszczenia                                 | Eve of Destruction                            |
|                            |                  |     |                                                 |                                               |
| 12.01.2013                 | 27.06.2013       | 11  | Książki i okładki                               | Books and Covers                              |
|                            |                  |     |                                                 |                                               |
| 19.01.2013                 | 28.06.2013       | 12  | Jaszczurka umie tańczyć                         | So You Skink You Can Dance                    |
|                            |                  |     |                                                 |                                               |
| 26.01.2013                 | 29.06.2013       | 13  | Światła, kamera, mangusta                       | Lights, Camera, Mongoose!                     |
|                            |                  |     |                                                 |                                               |
| 02.02.2013                 | 07.07.2013       | 14  | Zamiana miejsc                                  | Trading Places                                |
|                            |                  |     |                                                 |                                               |
| 09.02.2013                 | 07.07.2013       | 15  | Na czele z Buttercream                          | Topped With Buttercream                       |
|                            |                  |     |                                                 |                                               |
| 16.02.2013                 | 07.07.2013       | 16  | Słodka przejażdżka                              | Sweet (Truck) Ride                            |
|                            |                  |     |                                                 |                                               |
| 23.02.2013                 | 07.07.2013       | 17  | Tata na pokładzie                               | Helicopter Dad                                |
|                            |                  |     |                                                 |                                               |
| 02.03.2013                 | 14.07.2013       | 18  | Co było w babeczce?                             | What’s in the Batter?                         |
|                            |                  |     |                                                 |                                               |
| 09.03.2013                 | 14.07.2013       | 19  | Co mówiliście?                                  | What Did You Say?                             |
|                            |                  |     |                                                 |                                               |
| 16.03.2013                 | 14.07.2013       | 20  | Cukiernicy i oszuści                            | Bakers and Fakers                             |
|                            |                  |     |                                                 |                                               |
| 23.03.2013                 | 14.07.2013       | 21  | Teriery i tiary                                 | Terriers and Tiaras                           |
|                            |                  |     |                                                 |                                               |
| 30.03.2013                 | 21.07.2013       | 22  | Masa szczęścia                                  | Lotsa Luck                                    |
|                            |                  |     |                                                 |                                               |
| 06.04.2013                 | 21.07.2013       | 23  | Zatrzaśnięte drzwi                              | Door-Jammed                                   |
|                            |                  |     |                                                 |                                               |
| 13.04.2013                 | 21.07.2013       | 24  | Przyjaciele, wrogowie                           | Frenemies                                     |
|                            |                  |     |                                                 |                                               |
| 20.04.2013                 | 21.07.2013       | 25  | Projekt: Podopieczny                            | Blythe’s Pet Project                          |
|                            |                  |     |                                                 |                                               |
| 27.04.2013                 | 21.07.2013       | 26  | Wakacyjny blues                                 | Summertime Blues                              |
|                            |                  |     |                                                 |                                               |
| SERIA DRUGA (2013–2014)    |                  |     |                                                 |                                               |
|                            |                  |     |                                                 |                                               |
| 02.11.2013                 | 16.06.2014       | 27  | Gdzie jest Blythe?                              | Missing Blythe                                |
|                            |                  |     |                                                 |                                               |
| 02.11.2013                 | 16.06.2014       | 28  | Szalone gniazdo-czapki                          | The Nest Hats Craze!                          |
|                            |                  |     |                                                 |                                               |
| 09.11.2013                 | 17.06.2014       | 29  | Piżama party                                    | Eight Arms to Hold You                        |
|                            |                  |     |                                                 |                                               |
| 16.11.2013                 | 17.06.2014       | 30  | Król szopów                                     | Heart of Parkness                             |
|                            |                  |     |                                                 |                                               |
| 23.11.2013                 | 18.06.2014       | 31  | Telepatka zwierząt                              | Pawlm Reading                                 |
|                            |                  |     |                                                 |                                               |
| 30.11.2013                 | 18.06.2014       | 32  | Skarb pani Twombly                              | The Treasure of Henrietta Twombly             |
|                            |                  |     |                                                 |                                               |
| 07.12.2013                 | 19.06.2014       | 33  | Zmartwiony Sunil                                | What, Meme Worry?                             |
|                            |                  |     |                                                 |                                               |
| 14.12.2013                 | 19.06.2014       | 34  | Wielka, pierzasta parada                        | The Big Feathered Parade                      |
|                            |                  |     |                                                 |                                               |
| 21.12.2013                 | 20.06.2014       | 35  | Dzień w muzeum                                  | A Day at the Museum                           |
|                            |                  |     |                                                 |                                               |
| 28.12.2013                 | 20.06.2014       | 36  | Krokodyle i torebki                             | Alligators and Handbags                       |
|                            |                  |     |                                                 |                                               |
| 04.01.2014                 | 27.06.2014       | 37  | Wielki plan Blythe                              | Blythe's Big Idea                             |
|                            |                  |     |                                                 |                                               |
| 11.01.2014                 | 21.06.2014       | 38  | Wielki sukces                                   | Commercial Success                            |
|                            |                  |     |                                                 |                                               |
| 18.01.2014                 | 21.06.2014       | 39  | Opowiadanie Penny Ling                          | So Interesting                                |
|                            |                  |     |                                                 |                                               |
| 25.01.2014                 | 27.06.2014       | 40  | W Paryżu z Zoe                                  | To Paris With Zoe                             |
|                            |                  |     |                                                 |                                               |
| 01.02.2014                 | 21.06.2014       | 41  | Super Sunil                                     | Super Sunil                                   |
|                            |                  |     |                                                 |                                               |
| 08.02.2014                 | 21.06.2014       | 42  | Przemiana Pepper                                | Sweet Pepper                                  |
|                            |                  |     |                                                 |                                               |
| 15.02.2014                 | 28.06.2014       | 43  | Przygoda w Szanghaju                            | Shanghai Hi-Jinks                             |
|                            |                  |     |                                                 |                                               |
| 22.02.2014                 | 21.06.2014       | 44  | Bezrobotny Roger                                | Grounded                                      |
|                            |                  |     |                                                 |                                               |
| 01.03.2014                 | 21.06.2014       | 45  | Wybory                                          | Inside Job                                    |
|                            |                  |     |                                                 |                                               |
| 08.03.2014                 | 29.06.2014       | 46  | Karnawał w Rio                                  | Plane it on Rio!                              |
|                            |                  |     |                                                 |                                               |
| 15.03.2014                 | 21.06.2014       | 47  | Mała, wielka stopa                              | Littlest Bigfoot                              |
|                            |                  |     |                                                 |                                               |
| 22.03.2014                 | 25.06.2014       | 48  | Sunil jest chory                                | Sunil's Sick Day                              |
|                            |                  |     |                                                 |                                               |
| 29.03.2014                 | 26.06.2014       | 49  | Jeż i folia bąbelkowa                           | The Hedgehog In The Plastic Bubble            |
|                            |                  |     |                                                 |                                               |
| 05.04.2014                 | 26.06.2014       | 50  | Komik Pepper                                    | Standup Stinker                               |
|                            |                  |     |                                                 |                                               |
| 12.04.2014                 | 30.06.2014       | 51  | Wielka szansa                                   | The Expo Factor                               |
| 12.04.2014                 | 30.06.2014       | 52  | Wielka szansa                                   | The Expo Factor                               |
|                            |                  |     |                                                 |                                               |
| SERIA TRZECIA (2014–2015)  |                  |     |                                                 |                                               |
|                            |                  |     |                                                 |                                               |
| 31.05.2014                 | 08.05.2015       | 53  | Śpioch                                          | Sleeper                                       |
|                            |                  |     |                                                 |                                               |
| 07.06.2014                 | 04.05.2015       | 54  | Inwazja kosmitów                                | War of the Weirds                             |
|                            |                  |     |                                                 |                                               |
| 14.06.2014                 | 06.05.2015       | 55  | Pomoc (trochę) potrzebna                        | Some Assistance Required                      |
|                            |                  |     |                                                 |                                               |
| 21.06.2014                 | 05.05.2015       | 56  | Tajemnicza Kupidynka                            | Secret Cupet                                  |
|                            |                  |     |                                                 |                                               |
| 28.06.2014                 | 10.05.2015       | 57  | Robin 'Chomik' Hood                             | Hamster Hoods                                 |
|                            |                  |     |                                                 |                                               |
| 05.07.2014                 | 11.05.2015       | 58  | Nie rozumiem!                                   | Tongue Tied                                   |
|                            |                  |     |                                                 |                                               |
| 12.07.2014                 | 12.05.2015       | 59  | Co takiego strasznego jest w dżungli? Wszystko! | What's So Scary About the Jungle? Everything! |
|                            |                  |     |                                                 |                                               |
| 19.07.2014                 | 13.05.2015       | 60  | Dzień dobroci dla zwierząt                      | Two Pets for Two Pests                        |
|                            |                  |     |                                                 |                                               |
| 26.07.2014                 | 15.05.2015       | 61  | Wielka kłótnia                                  | Feud for Thought                              |
|                            |                  |     |                                                 |                                               |
| 02.08.2014                 | 16.05.2015       | 62  | Życzenia złotej rybki                           | Fish Out of Water                             |
|                            |                  |     |                                                 |                                               |
| 09.08.2014                 | 17.05.2015       | 63  | Przyjęcie urodzinowe                            | If the Shoe Fits                              |
|                            |                  |     |                                                 |                                               |
| 16.08.2014                 | 25.05.2015       | 64  | Najmniejszy Littlest Pet Shop                   | The Very Littlest Pet Shop                    |
|                            |                  |     |                                                 |                                               |
| 23.08.2014                 | 14.05.2015       | 65  | Przekąski Youngmee                              | The Secret Recipe                             |
|                            |                  |     |                                                 |                                               |
| 13.12.2014                 | 07.05.2015       | 66  | Zimowe przygody                                 | Winter Wonder Wha...?                         |
|                            |                  |     |                                                 |                                               |
| 20.12.2014                 | 09.05.2015       | 67  | Zostaliśmy zasypani!                            | Snow Stormin'                                 |
|                            |                  |     |                                                 |                                               |
| 27.12.2014                 | 26.05.2015       | 68  | Widok z okna                                    | Back Window                                   |
|                            |                  |     |                                                 |                                               |
| 03.01.2015                 | 27.05.2015       | 69  | Super pokój                                     | Room Enough                                   |
|                            |                  |     |                                                 |                                               |
| 10.01.2015                 | 28.05.2015       | 70  | Zostaniemy przyjaciółmi?                        | Why Can’t We Be Friends?                      |
|                            |                  |     |                                                 |                                               |
| 17.01.2015                 | 29.05.2015       | 71  | Zwierzomowa                                     | Pet Sounds                                    |
|                            |                  |     |                                                 |                                               |
| 24.01.2015                 | 30.05.2015       | 72  | Modowe siostry                                  | The Sister Story                              |
|                            |                  |     |                                                 |                                               |
| 31.01.2015                 | 31.05.2015       | 73  | Pobyt w Pazurku                                 | A Night at the Pawza                          |
|                            |                  |     |                                                 |                                               |
| 07.02.2015                 | 01.06.2015       | 74  | Dumny jak... paw?                               | Proud as a...Peacock?                         |
|                            |                  |     |                                                 |                                               |
| 21.02.2015                 | 02.06.2015       | 75  | Problem Sue                                     | Sue Syndrome                                  |
|                            |                  |     |                                                 |                                               |
| 28.02.2015                 | 03.06.2015       | 76  | W pętli czasu                                   | In the Loop                                   |
|                            |                  |     |                                                 |                                               |
| 07.03.2015                 | 04.06.2015       | 77  | Czas na festyn!                                 | It's the Pet Fest!                            |
| 07.03.2015                 | 05.06.2015       | 78  | Czas na festyn!                                 | It's the Pet Fest!                            |
|                            |                  |     |                                                 |                                               |
| SERIA CZWARTA (2015–2016)  |                  |     |                                                 |                                               |
|                            |                  |     |                                                 |                                               |
| 07.11.2015                 | 05.09.2016       | 79  | Żółw i jego właścicielka                        | The Tortoise and the Heir                     |
|                            |                  |     |                                                 |                                               |
| 07.11.2015                 | 06.09.2016       | 80  | A-kotella                                       | Pitch Purrfect                                |
|                            |                  |     |                                                 |                                               |
| 14.11.2015                 | 07.09.2016       | 81  | Iwan Wspaniały                                  | Ivan the Terrific                             |
|                            |                  |     |                                                 |                                               |
| 21.11.2015                 | 08.09.2016       | 82  | Dzień Seniora                                   | Senior Day                                    |
|                            |                  |     |                                                 |                                               |
| 28.11.2015                 | 09.09.2016       | 83  | Konkurs na najstraszniejszą historyjkę          | Littlest Pet Shop of Horrors                  |
|                            |                  |     |                                                 |                                               |
| 05.12.2015                 | 10.09.2016       | 84  | W poszukiwaniu króla Henryka                    | Game of Groans                                |
|                            |                  |     |                                                 |                                               |
| 12.12.2015                 | 12.09.2016       | 85  | Zniżka                                          | Spendthrifty                                  |
|                            |                  |     |                                                 |                                               |
| 19.12.2015                 | 11.09.2016       | 86  | Maleńki zoo-sklepik                             | The Tiniest Animal Store                      |
|                            |                  |     |                                                 |                                               |
| 26.12.2015                 | 13.09.2016       | 87  | Chora Zoe                                       | Un-vetted                                     |
|                            |                  |     |                                                 |                                               |
| 02.01.2016                 | 14.09.2016       | 88  | Trening Penny Ling                              | Pump Up the Panda                             |
|                            |                  |     |                                                 |                                               |
| 09.01.2016                 | 15.09.2016       | 89  | Rach-ciach                                      | Snipmates                                     |
|                            |                  |     |                                                 |                                               |
| 16.01.2016                 | 16.09.2016       | 90  | Wyrzuty sumienia                                | Guilt Tripping                                |
|                            |                  |     |                                                 |                                               |
| 23.01.2016                 | 17.09.2016       | 91  | Królewskie porwanie                             | Petnapped!                                    |
|                            |                  |     |                                                 |                                               |
| 26.03.2016                 | 18.09.2016       | 92  | Zapach kawy                                     | Steamed                                       |
|                            |                  |     |                                                 |                                               |
| 26.03.2016                 | 19.09.2016       | 93  | Widzowie na wagę złota                          | Two Peas in a Podcast                         |
|                            |                  |     |                                                 |                                               |
| 02.04.2016                 | 20.09.2016       | 94  | ZapperKon                                       | Go Figure!                                    |
|                            |                  |     |                                                 |                                               |
| 09.04.2016                 | 21.09.2016       | 95  | Poppy Biskit Pawsley                            | A Doggie Biskit / A Leah Rose By Another Name |
|                            |                  |     |                                                 |                                               |
| 16.04.2016                 | 22.09.2016       | 96  | Naj(nie)szczęśliwszy dzień w życiu              | It's a Happy, Happy, Happy, Happy World       |
|                            |                  |     |                                                 |                                               |
| 23.04.2016                 | 23.09.2016       | 97  | Wyścigi króliczków                              | Race Team: Buttercream                        |
|                            |                  |     |                                                 |                                               |
| 30.04.2016                 | 24.09.2016       | 98  | Problemy z komunikacją                          | On the Same Page                              |
|                            |                  |     |                                                 |                                               |
| 07.05.2016                 | 25.09.2016       | 99  | Ja też chcę mój portret!                        | Paint a Picture, It Lasts Longer              |
|                            |                  |     |                                                 |                                               |
| 14.05.2016                 | 26.09.2016       | 100 | Słodka Rewolucja                                | Bake It 'til You Make It / Bake Boss          |
|                            |                  |     |                                                 |                                               |
| 21.05.2016                 | 27.09.2016       | 101 | Łosiowy step                                    | LPS: The Moosical                             |
|                            |                  |     |                                                 |                                               |
| 28.05.2016                 | 28.09.2016       | 102 | Jak panda z pandą                               | Seeing Red                                    |
|                            |                  |     |                                                 |                                               |
| 04.06.2016                 | 29.09.2016       | 103 | Zwierzakowa ulica                               | Littlest Pet Street                           |
| 04.06.2016                 | 30.09.2016       | 104 | Zwierzakowa ulica                               | Littlest Pet Street                           |
|                            |                  |     |                                                 |                                               |
| ODCINKI KRÓTKOMETRAŻOWE    |                  |     |                                                 |                                               |
|                            |                  |     |                                                 |                                               |
| 30.05.2014                 | brak danych      | S1  | Ogoniasty szał                                  | Tail-Rave-lum                                 |
|                            |                  |     |                                                 |                                               |
| 13.06.2014                 | brak danych      | S2  | Babski dzień                                    | The Ladies of LPS                             |
|                            |                  |     |                                                 |                                               |
| 27.06.2014                 | brak danych      | S3  | Kaprysy i grymasy                               | Littlest Pet Peeves                           |
|                            |                  |     |                                                 |                                               |
| 11.07.2014                 | brak danych      | S4  | Perfumy Pepper                                  | Eau de Pepper                                 |
|                            |                  |     |                                                 |                                               |
| 01.08.2014                 | brak danych      | S5  | Specjalność dnia                                | Where'd the Escargot?                         |
|                            |                  |     |                                                 |                                               |
| 08.08.2014                 | brak danych      | S6  | Życie ciastka                                   | Life of Cake                                  |
|                            |                  |     |                                                 |                                               |
| 22.08.2014                 | brak danych      | S7  | Piosenka motywacyjna                            | The Fire Hydrant Song                         |
|                            |                  |     |                                                 |                                               |
| 19.09.2014                 | brak danych      | S8  | Śpisz, czy lecisz w kulki?                      | Naptime's a Ball                              |
|                            |                  |     |                                                 |                                               |
| 03.10.2014                 | brak danych      | S9  | To nie nasza bajka                              | Just Not Into It                              |
|                            |                  |     |                                                 |                                               |
| 17.10.2014                 | brak danych      | S10 | Małpie herce                                    | Monkey Chase                                  |
|                            |                  |     |                                                 |                                               |
| 04.10.2015                 |                  | S11 |                                                 | The Biggity-Big Dog Show                      |
|                            |                  |     |                                                 |                                               |
| 04.10.2015                 |                  | S12 |                                                 | Sour Puss                                     |
|                            |                  |     |                                                 |                                               |
| 04.10.2015                 |                  | S13 |                                                 | So Like Bored                                 |
|                            |                  |     |                                                 |                                               |
| 04.10.2015                 |                  | S14 |                                                 | OmmmMG                                        |
|                            |                  |     |                                                 |                                               |
| 05.11.2015                 |                  | S15 |                                                 | What's Next?                                  |
|                            |                  |     |                                                 |                                               |